# Analaiva
Analaiva est une commune rurale malgache située dans la partie ouest de la région du Menabe.